# Цибульов Олексій Іванович
Цибульо́в Олексі́й Іва́нович (рос. Цыбулев, Алексей Иванович) (*1 вересня 1916 — †27 серпня 1944, Литва) — радянський артилерист, старший сержант (1944), Герой Радянського Союзу (1941).

## Біографія
Цибульов Олексій Іванович — навідник гармати окремого артилерійського дивізіону 5-ї повітряно-десантної бригади 3-го повітряно-десантного корпусу 40-ї армії Південно-Західного фронту, єфрейтор. народився 1 вересня 1916 року в селі Рокитне нині Ракитянського району Бєлгородської області в сім'ї селянина. Росіянин. Член ВКП(б) з 1943 року. Закінчив 7 класів. Працював формувальником на заводі «Запоріжсталь». У Червоній Армії з 1939 року. Проходив службу в повітряно-десантних частинах. Учасник німецько-радянської війни з червня 1941 року.
Воював на Південно-Західному фронті, визволяв Прибалтику. У боях з німецько-фашистськими загарбниками був тричі поранений. Кандидат у члени ВКП(б) єфрейтор Олексій Цибульов у бою під Києвом 10 серпня 1941 прямою наводкою знищив засілих в будівлях ворожих автоматників. Восени 1941 року підрозділи 5-ї повітряно-десантної бригади під натиском переважних сил противника відходили із запеклими боями на схід.
У середині вересня командування бригади отримало наказ зайняти оборону на рубежі Тьоткіне — Ворожба і не допустити подальшого просування гітлерівців. Відхід почався в ніч на 21 вересня під прикриттям артилерійського дивізіону бригади. Навідником однієї з гармат у ньому був єфрейтор Олексій Цибульов. Рано вранці автоколона дивізіону підійшла до села Крижик Білопільського району Сумської області. Розвідка донесла, що до цього ж місця рухається велика колона ворожих танків. Командир дивізіону капітан Кужель віддав наказ приготуватися до бою. Незабаром з'явилися танки ворога. Їх було більше тридцяти. Обстановка ускладнювалася тим, що батареї в попередніх боях зазнали втрат, багато бійців, у тому числі і Олексій Цибульов, були поранені. Співвідношення сил складалося явно не на користь наших артилеристів. Танки наближалися. Коли ворожі машини вийшли на прицільну дистанцію, капітан Кужель скомандував: «Вогонь!». Кілька танків загорілося, але інші продовжували рухатися вперед. Поранений Олексій Цибульов лежав у кількох метрах від своїх товаришів, які вели нерівний бій. Він бачив, як невблаганно наближаються німецькі танки. І тоді, перемагаючи біль, він поповз до гармат. Обслуга вже була виведена з ладу. Йому довелося діяти самому. Точними пострілами Олексій Цибульов підбив два танки, але третій на великій швидкості рухався просто на гармату. Постріли з обох сторін пролунали одночасно. Танк закрутився на місці: снаряд влучив у гусеницю. Замовкла й гармата, біля якої лежав поранений Олексій. Незабаром його винесли з поля бою і відправили в медсанбат, розташований у Білопіллі.
Указом Президії Верховної Ради СРСР від 20 листопада 1941 за зразкове виконання бойових завдань командування на фронті боротьби з німецько-фашистськими загарбниками і проявлені при цьому мужність і героїзм, єфрейторові Цибульову Олексію Івановичу присвоєно звання Героя Радянського Союзу.
Старший сержант Олексій Цибульов загинув 27 серпня 1944 року в бою на території Литви. Похований в селі Снейки Шяуляйського району Литви. Через помилку в документах нагорода не була вручена Герою. Лише тільки в 1970 році нагорода була вручена дочці О. І. Цибульова. Нагороджений орденами Леніна, Червоної Зірки, медаллю.

## Пам'ять

Напис на плиті

У селі Рокитне Герою Радянського Союзу О. І. Цибульову встановлено бюст, а на місці подвигу в районі села Крижик Білопільського району Сумської області України — пам'ятна плита. На будівлі ливарного цеху заводу «Запоріжсталь», в якому до війни працював Герой, встановлена меморіальна дошка. На його честь на цьому заводі був заснований перехідний вимпел, який вручався найкращому комсомольсько-молодіжному колективу металургів. В селі Крижик Білопільського району Сумської області є вулиця названа на честь О. І. Цибульова.